# 同心圓史觀
同心圓史觀是臺灣前教育部部長杜正勝於1990年代所提出的史學觀點，係以臺灣為中心，一圈圈向外認識世界、認識歷史，有如同心圓般擴散，因而得名。作為新的臺灣史史觀與歷史架構，雖然並未實踐於臺灣的教育改革中，卻與新史學等學術發展息息相關，成為杜正勝拓展的學術思想體系之一部。

### 引用
1. ↑  杜正勝. . . 台北: 三民書局. 2004: 67.
2. ↑  杜正勝. . . 台北: 三民書局. 2004: 67.